# Saint-Genou

Saint-Genou este o comună în departamentul Indre, Franța. În 1 ianuarie 2022 avea o populație de 939 de locuitori.